# Nathalie Cabrol
Nathalie A. Cabrol ( pronunciación en francés: /natali kabʁɔl/ (escucharⓘ)) (París, Francia - 30 de agosto de 1963) es una astrobióloga franco-estadounidense especializada en ciencia planetaria.
Como parte de sus estudios de los lagos antiguos en Marte, realiza periódicamente expediciones científicas a gran altura en los Andes Centrales de Chile, liderando el grupo científico del "Proyecto High Lakes" financiado por el Instituto de Astrobiología de la NASA (NAI). Allí, junto con su equipo, documenta la adaptación de la vida a ambientes extremos, el efecto del rápido cambio climático en los ecosistemas y hábitats de los lagos, sus firmas geobiológicas y la relevancia para la exploración planetaria.
Es la investigadora principal del equipo NAI del Instituto SETI, que fue seleccionado en octubre de 2014 para desarrollar nuevas estrategias de exploración y detección de firmas biológicas en apoyo de la misión Marte 2020 . En agosto de 2015 fue nombrada directora del Centro Carl Sagan para el Estudio de la Vida en el Universo del Instituto SETI.

## Primeros años y carrera
Cabrol nació cerca de París, Francia el 30 de agosto de 1963. Asistió a la Universidad de Nanterre y a la Sorbona (donde obtuvo sus estudios de posgrado en 1991). En 1986 se convirtió en la primera persona en estudiar exhaustivamente el cráter Gusev en Marte. Como resultado de ello atrajo el interés y los elogios de Valery Barsukov de la Academia Soviética de Ciencias, quien la invitó a Moscú para dar una conferencia.
Entre 1985 y 1994, Cabrol dirigió en Francia investigaciones de geología planetaria junto con su esposo, Edmond Grin, en la Universidad de París-Sorbona y el Observatorio de París-Meudon. En 1994 su laboratorio cerró y durante una visita del científico de la NASA Christopher McKay fue invitada a colaborar con dicho instituto como investigador posdoctoral, por lo que ese mismo año se mudó a Estados Unidos. Ella y su esposo permanecieron en ese país y finalmente obtuvieron su ciudadanía estadounidense. Cabrol fue el portavoz para la selección del cráter Gusev como lugar de aterrizaje del rover Spirit de la NASA en Marte. En 1998, se convirtió en contratista de la NASA a través del Instituto SETI, continuando desde allí su investigación sobre Marte. El 7 de agosto de 2015 fue elegida directora del Centro Carl Sagan.

## Investigación de lagos
Cabrol fue la investigadora científica principal del experimento de campo del rover Nomad de la NASA en 1997, así como de otros proyectos de ciencia y tecnología financiados por la NASA-ASTEP, incluidos Vida en el Atacama (2003–2006) y Vida en la Subsuperficie en el Atacama (2011–2015). Es la investigadora principal del proyecto de la NASA-ASTEP Módulo de Aterrizaje del Lago Planetario (2011–2015) que explora el impacto de la pérdida de hielo en los lagos planetarios utilizando tecnología desarrollada para la exploración de Titán.

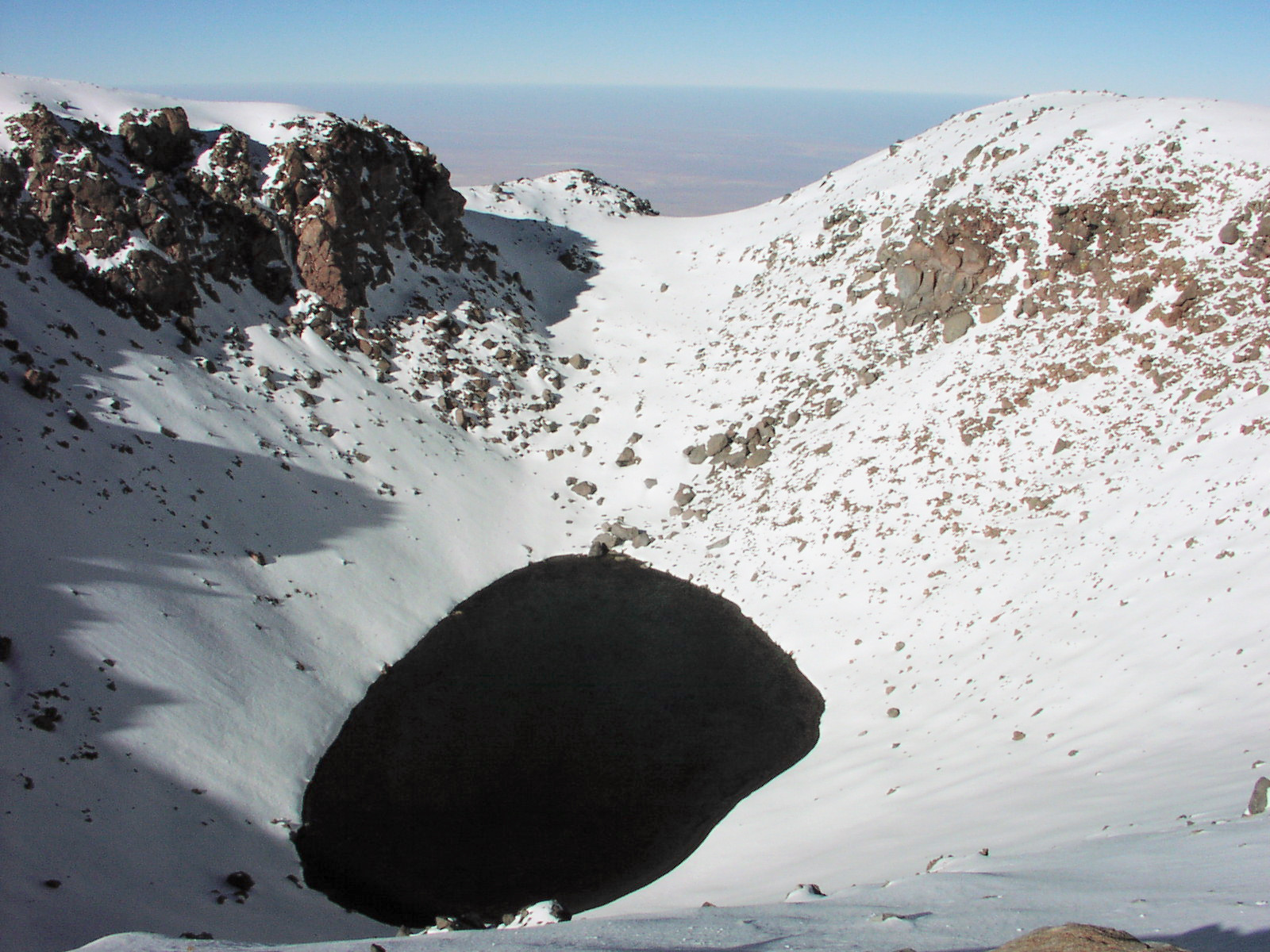
Lago Licancabur en 2004

Desde enero de 2015, es la investigadora líder del equipo conjunto del Instituto de Astrobiología de la NASA (NAI) y del Instituto SETI que busca comprender el impacto del rápido cambio ambiental en la habitabilidad y el potencial de firma biológica en Marte. Como parte de sus estudios, explora lagos de gran altitud en los Andes, donde las condiciones ambientales son análogas a las del Marte primitivo. Junto con su equipo, ha escalado los 6,014 metros (19,731 pies) del volcán Licancabur en numerosas ocasiones para realizar estudios sobre la vida acuática en el lago del cráter. Sus actividades de exploración lacustre, en busca de extremófilos (microbios con la capacidad de sobrevivir en ambientes hostiles) le otorgaron el récord no oficial de mujer de buceo libre y buceo realizado a mayor altura. Cabrol encontró y recolectó una gran cantidad de organismos vivos, incluidas nuevas especies y un campo masivo de esteras microbianas fosilizadas, llamadas estromatolitos. Recuerda su "asombro ante la riqueza de organismos a esas altitudes, a pesar de las duras condiciones".
Una nueva especie de zooplancton descubierta en el lago del volcán Licancabur fue nombrada en su honor: Scutiglypha cabrolae.

## Programa Mars Exploration Rover
Cabrol ha participado en dos misiones de exploración del planeta Marte a través del programa Mars Exploration Rover de la NASA que en 2004 logró los aterrizajes y posteriores recorridos en el planeta de los vehículos motorizados (rovers) Spirit (operativo desde 2004 hasta 2010) y Opportunity (activo de 2004 a 2018).
En dichas misiones fue responsable de investigar la habitabilidad y la vida en el Sistema Solar y más allá, dirigió proyectos multidisciplinarios que incluyeron demostraciones de tecnología de los vehículos rover y el despliegue de expediciones científicas en lagos de gran altitud para comprender qué tipos de hábitats y vida primitiva podrían haberse desarrollado en el Marte primitivo a través del estudio de sus análogos terrestres de entornos extremos.

## Premios y reconocimientos
- NASA Group Achievement Award – Planetary Lake Lander Project Team (2014).
- NASA Group Achievement Award – Mars Exploration Rover Science and Operations Team (2014).
- NASA Group Achievement Award – ARC Family 2013 (2014).
- American Institute of Aeronautics and Astronautics Haley Space Flight Award for the Mars Exploration Rover Development and Operations Team (2012).
- International Women Leadership Association Award (2012).
- NASA Group Achievement Award for the MER 3rd and 4th extended mission (2008).
- Wings WorldQuest Elected Carey Fellow (2007).
- Women of Discovery: Air and Space Award, Wings WorldQuest (2005).
- NASA Ames Honor Award for Excellence as Contractor Employee (2005).
- NASA Group Achievement Award : MER extended mission Science/Science Support Team (2005).
- NASA Group Achievement Award for the MER Science Support Team (2004).
- NASA Group Achievement Award for the MER Science Operations Team (2004).
- Earth and Space Foundation First Exploration Award to the Mars Exploration Rover Team (2004).
- Gold Medal, International Water and Science Award (Unesco/European Parliament) (2000).
- NASA Ames Research Center Space Science Division Outstanding Achievements Award (1999).
- NASA-JSC Group Achievement Award for the Astronaut/Rover (ASRO) Project (1999).
- NASA Ames-IMG Outstanding Achievement Award for the ASRO Field Experiment (1999).
- Medal of the French Société d’Encouragement au Progrès for Scientific Research (1997).
- Medal of the Observatory of Triel (France) for PhD thesis research (1992)

## Publicaciones
Cabrol ha escrito más de 400 artículos científicos, de actas de congresos y varios libros. En varias de esas publicaciones comparte créditos con su esposo Edmond Grin. Juntos han publicado los libros La terre et la lune (1960), La recherche de la vie dans l'Univers (2000) y Lakes on Mars (2010). Por cuenta propia , Cabrol a editado dos libros: From Habitability to Life on Mars (2018) y Voyage aux frontières de la vie (2021).